# Duncan Grant
Duncan James Corrowr Grant (21 de janeiro de 1885 — 8 de maio de 1978) foi um pintor britânico e designer de têxteis, cerâmica, teatro e cenários e figurinos. Era um membro do Grupo de Bloomsbury.
O seu pai, Bartle Grant, foi um "pobre" major do exército, e grande parte da sua infância foi passada na Índia e na Birmânia. Era neto de Sir John Peter Grant, Laird 12 de Rothiemurchus, e primo afastado de John Grant, Senhor Huntingtower, herdeiro dos Condes de Dysart.

## Juventude
Grant nasceu em 21 de Janeiro 1885 em Rothiemurchus, em Aviemore,, no norte da Escócia. Estudou em Inglaterra a partir de 1894, na Hillbrow School, uma escola preparatória em Rugby, e na Escola de São Paulo, em Londres. Grant mostrou pouco entusiasmo pelos estudos, mas gostava de aulas de arte. Foi incentivado pelo seu professor de arte e também pela sua tia, Lady Strachey, que lhe financiou aulas de desenho particulares. Acabou por ser autorizado a seguir o seu desejo de se tornar um artista, em vez de ir para o exército como o seu pai queria, e matriculou-se na Westminster School of Art em 1902. Posteriormente estudou arte na Slade School e em Itália e Paris.
Era um primo, e também amante, de Lytton Strachey. Através dos Stracheys, Duncan foi apresentado ao Grupo de Bloomsbury, onde conheceu John Maynard Keynes que se tornou outro dos seus amantes.

## Carreira
Grant é famoso pelo seu estilo de pintura, que se desenvolveu na esteira das exposições do pós-impressionismo francês apresentadas em Londres, em 1910.  Trabalhou frequentemente, e foi influenciado, por um outro membro do grupo de Bloomsbury, o crítico de arte e artista Roger Fry. Para além da pintura de paisagem e retrato, Fry desenhava têxteis e cerâmica.
Depois de Fry ter fundado as Omega Workshops em 1913, Grant foi nomeado co-diretor juntamente com Vanessa Bell, que então namorava Fry. Embora Grant tivesse sido sempre homossexual, a sua relação com Vanessa, que era ao mesmo tempo criativa e pessoal, floresceu e ele acabou por ir morar com ela e com os dois filhos que ela tinha do seu marido, Clive Bell. Em 1916, em apoio ao seu pedido de reconhecimento como um objetor de consciência, Grant juntou-se com o seu novo amante, David Garnett, para se tornarem fruticultores no Suffolk. Os pedidos de objeção dos dois foram inicialmente negados, mas o Tribunal Central acabou por reconhecê-los como objetores na condição de que procurassem instalações mais adequadas. Vanessa Bell foi morar para uma casa chamada Charleston, perto de Firle, no Sussex. As suas relações com Clive Bell continuaram amistosas e Bell visitava-os muitas vezes por longos períodos - por vezes acompanhado pela sua amante, Mary Hutchinson.
Em 1935, Grant foi selecionado, juntamente com cerca de 30 outros proeminentes artistas britânicos, para criar obras de arte para o RMS Queen Mary, então em construção na Escócia. Grant foi contratado para conceber as pinturas e os tecidos do Salão Principal de primeira classe. No início de 1936, depois da sua obra ter sido instalada no Salão, os diretores da Cunard Line fizeram uma inspeção ao navio. Quando viram o que Grant tinha criado, imediatamente rejeitaram as suas obras e ordenaram a sua remoção.
Grant é citado no livro "The Mary - the inevitable ship" ("O Mary - o navio inevitável") de Potter e Frost, como tendo dito:
"Pediram-me não só para pintar alguns grandes murais para cima das lareiras, mas para desenhar os tapetes, cortinas e tecidos, que deviam ser escolhidos ou desenhados por mim. Depois dos meus projetos iniciais terem sido aprovados pelo comité, trabalhei nos desenhos finais durante quatro meses. Disseram-me então que o comité se opunha à escala das figuras dos painéis. Concordei alterá-las e, embora isso acarretasse alterações consideráveis, obtive uma garantia escrita de que não haveria alterações adicionais. Continuei o meu trabalho que foi, desde então, constantemente acompanhado pelo representante da Companhia (Cunard).
Quando tudo estava pronto, enviei os painéis para o navio para lhes dar os últimos retoques, depois de pendurados. Poucos dias depois, recebi a visita do homem da Companhia que me disse que o presidente tinha, por sua própria iniciativa, rejeitado os painéis, recusando-se a dar qualquer motivo.
A partir daí, nada deu certo. Os meus projetos para os tapetes foram rejeitados e os meus tecidos foram dispensados. Tudo isto representou cerca de um ano de trabalho... nunca me deram qualquer explicação para a rejeitarem o meu trabalho. A empresa disse simplesmente que não era adequado, pagaram-me pelos meus serviços, e mais nada."

## Vida pessoal
Vanessa queria muito ter um filho de Duncan e ficou grávida na primavera de 1918. Embora se suponha que as relações sexuais de Duncan com Vanessa terminaram meses antes de Angelica nascer (Natal, 1918), os dois continuaram a viver juntos por mais 40 anos.

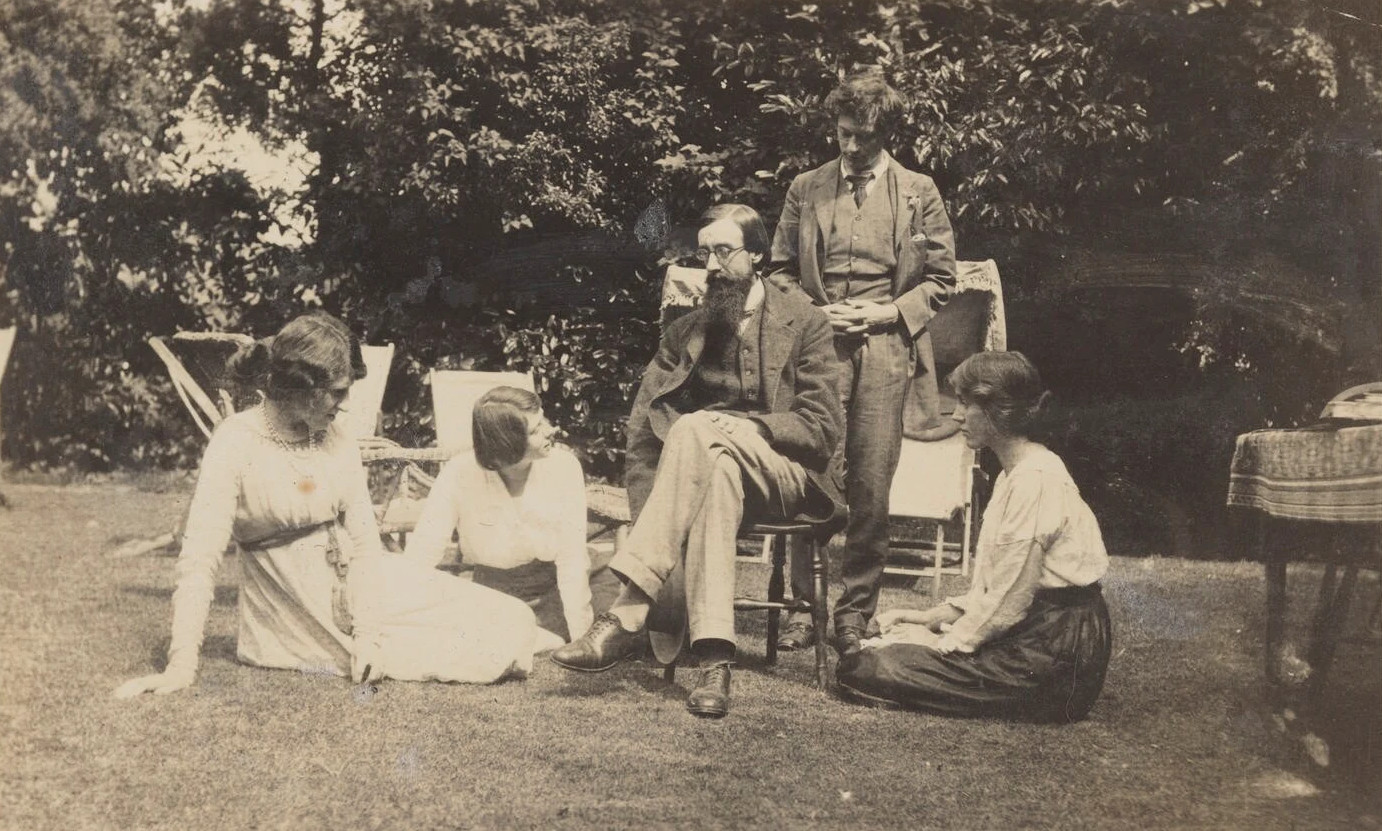
Da esquerda para a direita: Lady Ottoline Morrell, Maria Nys (mais tarde Sra. Aldous Huxley), Lytton Strachey, Duncan Grant e Vanessa Bell.

Viver com Vanessa não era impedimento para as relações de Duncan com outros homens, antes ou depois de Angelica nascer. Angélica cresceu acreditando que Clive Bell era o seu pai, até porque tinha o seu apelido e o comportamento dele nunca lhe deu nenhuma indicação em contrário. Duncan e Vanessa tinham um relacionamento aberto, embora ela aparentemente, nunca tenha tido outras relações depois de passar a morar com ele e de ter o seu filho. Duncan, pelo contrário, teve diversas relações sexuais esporádicas e vários relacionamentos sérios com outros homens, sobretudo com David Garnett. No entanto, o seu amor e respeito por Vanessa manteve-se até à morte dela, em 1961.

## Últimos anos
No últimos anos da vida de Grant, o poeta Paul Roche (1916-2007), que Grant conhecia desde 1946, tomou conta dele o que permitiu que Grant mantivesse o seu estilo de vida habitual, em Charleston, por muitos anos. Grant nomeou Roche co-herdeiro do seu espólio. Grant acabou por morrer em casa da Roche, em 1978.
Os restos mortais de Duncan Grant estão ao lado de Vanessa Bell, no adro da Igreja de St. Peter, West Firle, East Sussex.